# Exoprosopa gazophylax
Exoprosopa gazophylax är en tvåvingeart som först beskrevs av Friedrich Hermann Loew 1869.  Exoprosopa gazophylax ingår i släktet Exoprosopa och familjen svävflugor. Inga underarter finns listade i Catalogue of Life.